# Rossendale
Rossendale è un distretto con status di borough del Lancashire, Inghilterra, Regno Unito, con sede a Rawtenstall.
Il distretto fu creato con il Local Government Act 1972, il 1º aprile 1974 dalla fusione dei municipal borough di Bacup, Haslingden e Rawtenstall con i distretti urbani di Ramsbottom e Whitworth.

## Parrocchie civili
L'unica parrocchia del distretto è Whitworth.